# Broodkever
De broodkever (Stegobium paniceum) is een keversoort uit de familie van de klopkevers (Anobiidae). De wetenschappelijke naam van de soort werd in 1758 gepubliceerd door Carl Linnaeus.

Alleen de larven van de broodkever eten voedsel; de volwassen exemplaren eten niet, maar maken wel gaten in bijvoorbeeld de verpakkingen van voedsel. Het voedsel van de larven bestaat vooral uit harde en/of droge zetmeelhoudende producten zoals brood, beschuit, macaroni, soepblokjes en honden- en kattenbrokjes.

Maar de aantasting blijft niet beperkt tot levensmiddelen. Bouw- en isolatiematerialen die plantenvezels of zaadrestanten bevatten, kunnen ook door de larve van de broodkever worden aangetast. Zelfs de banden van oude boeken kunnen, vanwege de lijm waarmee ze gebonden zijn, worden aangetast. De synthetische samenstelling van de moderne lijmsoorten maakt nieuwe gebonden boeken minder gevoelig voor deze insecten.